# 小森邦夫
小森 邦夫（こもり くにお、1917年6月6日 - 1993年10月22日）は、日本の彫刻家。東京都台東区浅草出身。日本芸術院会員。社団法人日展事務局長。社団法人日本彫刻会委員長。茨城県美術展覧会会長。
構造社彫塑研究所において斎藤素巌に師事。端麗な女性像を多く作成する傍ら、指導者として日本芸術院賞受賞者の蛭田二郎や能島征二等を育てた。茨城県水戸市の公園等には、小森の作成した徳川光圀像などがあり、市民や観光客に親しまれている。

徳川光圀像（1984年）：水戸市千波公園

## 略歴
- 1935年、構造社彫塑研究所に入所する。
- 1985年、「青春譜」で 日本芸術院賞受賞する[1]。
- 1987年、勲四等旭日小綬章を受章する。
- 1989年、日本芸術院会員となる。
- 1991年、社団法人日本彫刻会委員長となる。日展事務局長となる。